# Leuven Bears in het seizoen 2019/20
Het seizoen 2019/2020 was het 17e jaar in het bestaan van de Leuvense basketbalclub Leuven Bears sinds de fusie in 2003. 

## Verloop
Spelers die beleven na vorig seizoen waren: Joris Fauconnier, Hugh Robertson, Seppe D'Espallier, Corey Allen Jr. en Brandan Stith. Nieuwe spelers werden: Tim Lambrecht, Luka Kotrulja, Jonas Delalieux, Malcolm Cazalon en Elhadji Dieng.
In september tekende Jamie Skeen en in oktober 2019 tekende Josh Heath bij de Bears. In november tekende de Amerikaanse center Donovan Jack bij de ploeg na het vertrek van Elhadji Dieng. In januari 2020 tekende de broer van Brandon Stith B.J. Stith bij de Leuven Bears.
Leuven won in de beker van België in de achtste finales van Liège Basket maar verloor in de kwartfinale van Limburg United. De Belgische competitie werd stilgelegd door de coronacrisis op dat moment stond Leuven als zesde.

## Ploeg
Antwerp Giants ·
Kangoeroes Basket Mechelen ·
Leuven Bears ·
Liège Basket ·
Limburg United ·
Okapi Aalst ·
Oostende ·
Basic-Fit Brussels ·
Union Mons-Hainaut ·
Spirou Charleroi